# Alejandro Fernández Feo-Tinoco
Alejandro Fernández Feo-Tinoco Fue un obispo católico, construyó la sede del Seminario Santo Tomás de Aquino en las colinas de Toico, Palmira. Fue el Tercer obispo de la Diócesis de San Cristóbal.

## Biografía:[3]

### Nacimiento
Nació en Caracas el 6 de noviembre de 1908.

### Estudios
Los estudios primarios los realizó en la ciudad de Caracas, luego entra al Seminario Santa Rosa de Lima en Caracas en 1921.

### Sacerdote
Fue ordenado presbítero por el nuncio apostólico de la época, su excelencia Monseñor Fernando Cento el 25 de octubre de 1931 en la iglesia la candelaria de Caracas, iglesia donde reposan los restos mortales del Dr. José Gregorio Hernández Cisneros. 

#### Cargos como sacerdote
- Vicario cooperador de la parroquia de La Pastora.
- Párroco en Antímano.
- Párroco en Altagracia.
- Párroco de San Juan.
- Integró, como secretario, la comisión que realizó la Visita Apostólica de todas las administraciones de bienes eclesiásticos de la Arquidiócesis de Caracas.

## Obispo

### Nombramiento
Fue elegido tercer obispo de San Cristóbal por el Papa Pío XII en abril de 1952.

### Ordenación Episcopal
Ordenado Obispo el 24 de agosto de 1952 en la iglesia de San Juan.

#### Obispos consagrantes
- Consagrante principal:
  - Excmo. Mons. Armando Lombardi †, Arzobispo titular de Cesarea de Filipo y Nuncio Apostólico en Venezuela.
- Los coprincipales consagradores:
  - Excmo. Mons. Lucas Guillermo Castillo Hernández †, Arzobispo Metropolitano de Caracas.
  - Excmo. Mons. Rafael Ignacio Arias Blanco †, Arzobispo titular de Pompeiopolis en Cilicia y Arzobispo Coadjutor de Caracas.

### Obispo de San Cristóbal
El 28 de septiembre de 1952 tomó posesión de la Diócesis. Se destacó por ser un pastor de gran dinamismo, dedicó animar la vida eclesial y la misión evangelizadora en su iglesia local. Se identificó con la tierra tachirense, con sus habitantes y comunidades y supo dar lo mejor de sí en beneficio del pueblo de Dios.
Desde el inicio de su ministerio pastoral se dedicó a recorrer las comunidades de la Diócesis. Sus visitas pastorales fueron un medio para fortalecer la vida eclesial que le permitió conocer las necesidades pastorales, y así dar respuesta a los retos que se le iban presentando a la Evangelización. De igual modo, promovió la construcción de templos y casas parroquiales, así como brindo un especial impulso al apostolado seglar en sus diversas manifestaciones. Motivado por su preocupación por el desarrollo integral de la región, promovió obras de carácter social y la fundación San Rafael del Piñal, capital del actual municipio que lleva su nombre. Se ganó la amistad de todo el pueblo tachirense. Mostró una preocupación particular por los sacerdotes y su formación integral.

## Concilio Vaticano II
Mons. Alejandro Fernández Feo participó en el Concilio Ecuménico Vaticano II y promovió en la Diócesis la aplicación de las enseñanzas y directrices del mismo, sobre todo en el orden litúrgico y pastoral. 

## Obras en la Diócesis de San Cristóbal

### Fomentó la vida religiosa
Para apoyar la tarea evangelizadora invitó a varias congregaciones religiosas a incorporarse al trabajo pastoral diocesano. Durante su ministerio episcopal llegaron las congregaciones de vida contemplativa: Hermanas Carmelitas Descalzas y Hermanas Redentoristas, también llegaron las Hermanas Misioneras de la Sagrada Familia de Nazaret, las Hermanas Franciscanas del Sagrado Corazón, las Hermanas Misioneras Parroquiales.

### Patrona del Táchira
Fortaleció la devoción mariana y realizó la coronación canónica de la imagen de Nuestra Señora de la Consolación, en acto de gran solemnidad presidio por el Emmo. Cardenal José Humberto Quintero, Arzobispo de Caracas, el 15 de agosto de 1965. Además organizó un Congreso Mariano y un Congreso Eucarístico Diocesano.

### Palacio Episcopal y Basílicas
Se preocupó por dotar la ¨Diócesis con una nueva identificación para el Palacio Episcopal, de una mejor sede para el Diario Católico y la remodelación tanto de la Catedral como del Santuario de Táriba en honor a Nuestra Señora de la Consolación. Durante su ministerio episcopal, se elevó el rango de Basílicas Menores, los templos de Nuestra Señora de la Consolación de Táriba y el del Santo Cristo de la Grita. Adquirió la Radio Junín, especial complemento para la tarea periodística y comunicacional del Diario Católico, y así poder difundir el mensaje evangelizador.

### Seminario
Una de las obras más importantes fue la edificación de la nueva sede del Seminario Diocesano Santo Tomás de Aquino, modelo de casa de formación para el país y el continente americano. Fue continuador de la obra de sus predecesores. Impulsó la pastoral vocacional. Para darle más categoría académica a la formación de los futuros sacerdotes, creó el “Instituto Eclesiástico Santo Tomás de Aquino”. Para recibir una adecuada formación académica, los futuros sacerdotes podían conseguir los títulos universitarios de licenciatura en filosofía y teología debidamente reconocidos por el Ministerio de Educación.

### UCAT
Preocupado por la educación y la cultura en el Estado Táchira, consigue que la Universidad Católica Andrés Bello funde en 1962 una extensión en San Cristóbal. Está, la Universidad Católica Andrés Bello, Extensión Táchira (UCATBET), encomendada a la compañía de Jesús comienza a funcionar en el edificio del antiguo seminario. Así se abrieron las puertas a la educación superior en nuestra región. Años después con su motivación e interés y bajo la dirección del Jesuita José del Rey Fajardo, la UCATBET se independiza y se funda la Universidad Católica del Táchira (UCAT) bastión de la educación y faro iluminador del saber para el Táchira y Venezuela. Sus egresados constituyen una inmensa legión de profesionales que se dedican al servicio de la sociedad venezolana.

## Obispo emérito y muerte
Atento a lo indicado por el Código de Derecho Canónico, al cumplir la edad de 75 años, presentó su renuncia al Santo Padre. Desde febrero de 1984 hasta su muerte, el 17 de septiembre de 1988, en su calidad de obispo emérito, colaboró con el nuevo obispo de la diócesis su Excelencia Monseñor Marco Tulio Ramírez Roa, quien incluso había sido un vicario general años atrás. Sus restos reposan en la catedral de San Cristóbal.

## Sucesión Apostólica[1]
Como obispo transmite como sucesor de los apóstoles la misión de gobernar y santificar la Iglesia con la imposición de manos . Por tanto Mons. Alejandro Fernández Feo ha impuesto las manos como Consagrante principal y coconsagrante a los siguientes obispos:
- Consagrante principal de:
  - Excmo. Mons. Marco Tulio Ramírez Roa † (1970)
  - Excmo. Mons. Antonio Arellano Durán † (1980)
- Coconsagrante de:
  - Excmo. Mons. Domingo Roa Pérez † (1957)
  - Excmo. Mons. José León Rojas Chaparro † (1961)
  - Excmo. Mons. Rafael Ángel González Ramírez † (1965)
  - Excmo. Mons. Mariano José Parra León † (1967)
  - Excmo. Mons. Alejandro Figueroa Medina † (1986)

| Predecesor: Rafael Ignacio Arias Blanco | III Obispo de San Cristóbal 1952 - 1984 | Sucesor: Marco Tulio Ramírez Roa |